# The Kinky Coo Coo’s
The Kinky Coo Coo’s ist eine Ska-Reggae-Band aus Barcelona.

## Bandgeschichte
The Kinky Coo Coo’s wurde im Jahr 2000 in Barcelona gegründet. Stilistisch orientierte sich die Band von Beginn an am traditionellen jamaikanischen Ska, Reggae und Rocksteady der 1960er und 1970er Jahre. Im Jahr 2003 wurden sie vom spanischen Ska-Label Liquidator Music unter Vertrag genommen und veröffentlichten das Album Co tonga tonga. In der Folge verließ der langjährige Sänger Lord Kaya die Band. Nach einigen Umbesetzungen erschien im Jahr 2006 das Album Montjuïc Boneyard bei Redstar73 Records einem Sub-Label von Liquidator Music. Dieses Album wurde in der Ska-Szene wesentlich positiver aufgenommen als das Debüt-Album. Die Band intensivierte ihre Konzertaktivitäten in Katalonien und Spanien und tourte erneut durch Europa. Im Jahr 2008 veröffentlichten sie beim Hamburger Ska-Label Scorcha Records die Single Full of Hope / Alive Brains die ausschließlich auf Vinyl erhältlich ist. Ein Jahr später folgte die EP The Mean Machine, die nun wieder bei Liquidator Music erschien.
Neben ihrer eigenen Musik arbeiteten The Kinky Coo Coo’s auch als Live-Backing-Band für folgende jamaikanische Künstler: Dave Barker, Rico Rodriguez, Laurel Aitken, Roy Ellis, Earl 16 und Sister Audrey.

## Diskografie
- Co tonga tonga (CD/LP, Liquidator Music, 2003)
- Montjuïc Boneyard (CD/LP, Liquidator Music, 2006)
- Alive brains (7", Scorcha Records, 2008)
- The Mean Machine (EP, Liquidator Music, 2009)